# Maryland 300
Maryland 300 var ett Nascar-lopp som kördes på den 0,5 mile (805 m) långa ovalbanan Beltsville Speedway i Beltsville i Maryland 1965–1969. Åren 1965–1966 kördes 200 varv och 1967–1969 kördes 300 varv. Maryland 300 var ett av två cup-lopp som årligen kördes på Beltsville Speedway; det andra var Beltsville 300 som kördes 1966–1970. Banunderlaget var under samtliga år asfalt.

## Tidigare namn
- Inget namn (1965)[1]
- Maryland 200 (1965-1966)[1]

## Vinnare genom tiderna
| Säsong  | Datum        | Nr | Förare        | Team/ bilägare       | Konstruktör | Distans | Distans       | Tid     | Snitthastighet (mph) | Rapport |
| Säsong  | Datum        | Nr | Förare        | Team/ bilägare       | Konstruktör | Varv    | Miles (km)    | Tid     | Snitthastighet (mph) | Rapport |
| ------- | ------------ | -- | ------------- | -------------------- | ----------- | ------- | ------------- | ------- | -------------------- | ------- |
| 1965    | 25 augusti   | 11 | Ned Jarrett   | Bondy Long           | Ford        | 200     | 100 (160,934) | 1:20.54 | 74,165               |         |
| 1966    | 24 augusti   | 2  | Bobby Allison | Donald Brackins      | Chevrolet   | 200     | 100 (160,934) | 1:26.05 | 68,899               | Rapport |
| 1967    | 15 september | 43 | Richard Petty | Petty Enterprises    | Plymouth    | 300     | 150 (241,407) | 1:57.33 | 76,563               | Rapport |
| 1968    | 13 september | 71 | Bobby Isaac   | K&K Insurance Racing | Dodge       | 300     | 150 (241,407) | 2:06.42 | 71,033               | Rapport |
| 1969    | 15 juli      | 71 | Richard Petty | Petty Enterprises    | Ford        | 300     | 150 (241,407) | 1:56.30 | 77,253               | Rapport |
| Källor: |              |    |               |                      |             |         |               |         |                      |         |

### Förare med flera segrar
| Vinster | Förare        | År         |
| ------- | ------------- | ---------- |
| 2       | Richard Petty | 1967, 1969 |

### Team med flera segrar
| Vinster | Team              | År         |
| ------- | ----------------- | ---------- |
| 2       | Petty Enterprises | 1967, 1969 |

### Konstruktörer efter antal segrar
| Vinster | Konstruktör | År         |
| ------- | ----------- | ---------- |
| 2       | Ford        | 1965, 1966 |
| 1       | Chevrolet   | 1966       |
| 1       | Plymouth    | 1967       |
| 1       | Dodge       | 1968       |